# ホレイス・ニュートン・アレン

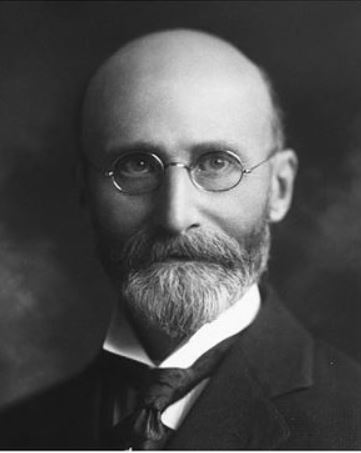

ホレイス・ニュートン・アレン（Horace Newton Allen、1858年4月23日 - 1932年12月11日）は、朝鮮で活動したアメリカ合衆国出身のプロテスタント宣教師・医師・外交官。朝鮮名として安連（アルリョン、안련）を名乗った。米朝修好通商条約締結後、初めて朝鮮に上陸した宣教師であった。

## 生涯
1858年、オハイオ州デラウェア (Delaware, Ohio) で生まれる。1881年、地元のオハイオ・ウェスリアン大学で理学士号を取得後、シンシナティのマイアミ医科大学（Miami Medical School）で医学を修め、1883年に卒業した。アレンは希望により、長老派教会の海外宣教委員会から中国への宣教師に任命された。

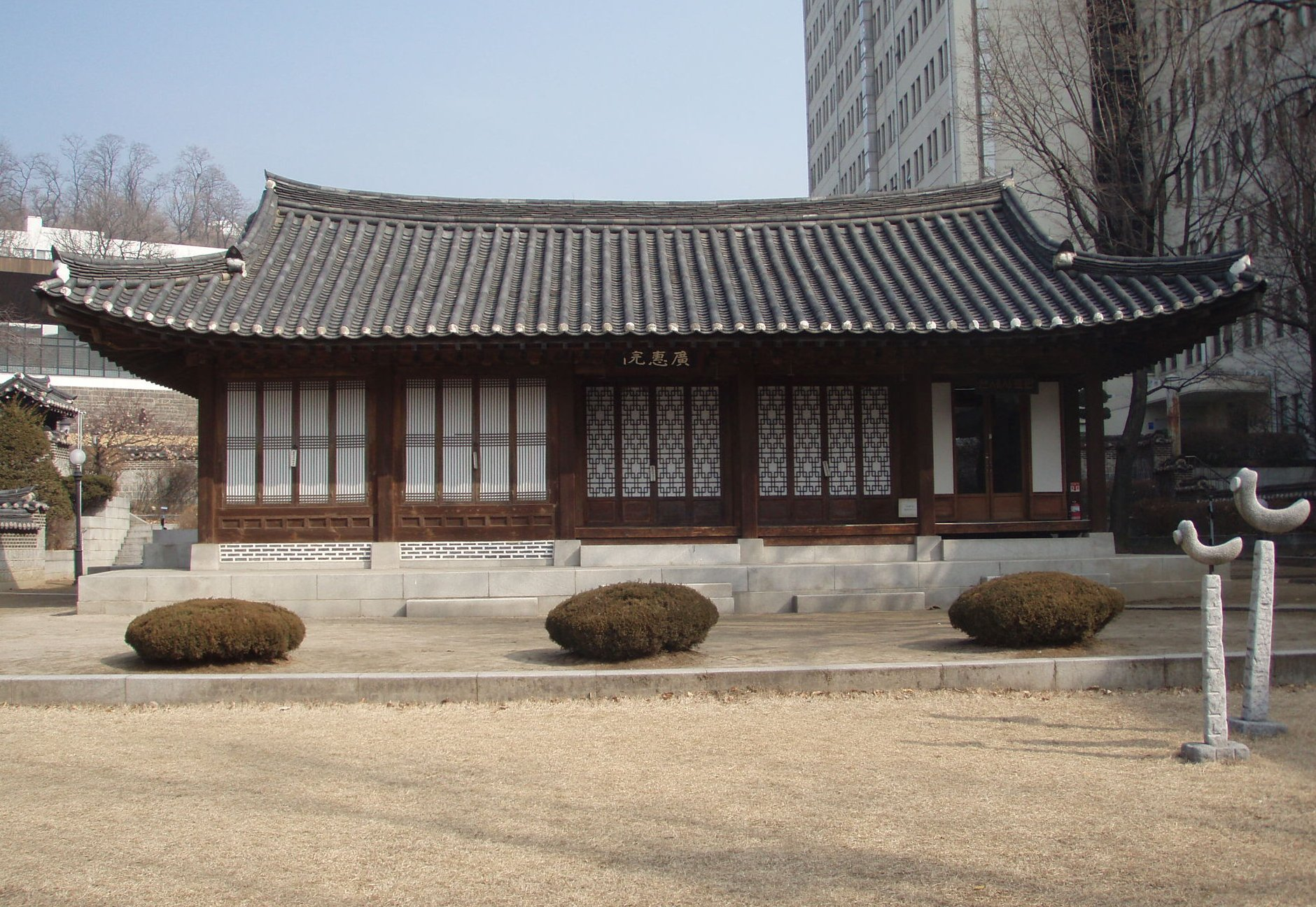
延世大学校内に復元された広恵院

1年後、アレンは駐朝鮮米国領事館付きの医師として朝鮮に派遣されることになった。1884年9月14日、アレンは家族とともに釜山港に上陸し、9月22日にソウルに到着したが、まもなく甲申政変に巻き込まれることになる。政変の中で、国王高宗側近の閔泳翊が刺されて負傷する事件が発生すると、ドイツ公使メレンドルフはアレンに閔泳翊の治療を要請した。アレンの施した近代医療により閔泳翊は3ヶ月で回復し、このことでアレンは高宗の信任を得、次官に相当する「参判」の称号を授かった。
アレンは近代西洋医学が朝鮮の人々の利益になることを説き、王からの資金と支援を受けて漢城（ソウル）に「広恵院」（まもなく高宗によって「済衆院」(ko)に改名）を設置した。この病院は朝鮮初の近代医療機関であり、現在の延世大学校付属病院の前身となっている。アレンの活動は、キリスト教に対する排斥政策をとってきた朝鮮王朝が宣教師の入国を許可し、伝道や学校・病院の建設といった活動を許可する方向へと政策を転換させる契機となった。
朝鮮における国王・政府との親密な関係から、アレンは外交官としても活動することになった。1887年、朝鮮王朝が送り出した最初の遣米使節に参賛官として随行して、アレンはワシントンまで赴いている。1890年には駐朝アメリカ公使館の書記官となり、1897年には駐韓アメリカ公使・総領事となった。朝鮮初の電力会社や鉄道会社の設立が米国資本の導入によっておこなわれたのは、アレンの存在が大きい。
日露戦争中、アレンは朝鮮独立維持のために、アメリカ政府の不介入政策を積極的に批判した。1903年に一時帰国した際には、韓国を日本の膨張政策から救うべきとセオドア・ルーズベルト大統領に進言した。しかし、日本の対韓政策を支持する大統領に受け入れられなかった。米国は1905年3月頃に公使をエドウィン・V・モーガンに交代することを決め、アレンは同年6月9日に韓国を去った。アレンが去った後、同年7月に日米で桂・タフト協定が締結されることとなる。1932年、アレンはオハイオ州トレドで没した。
アレンは当時再発見された高麗青磁を大量に収集し、アメリカに持ち帰った。現在このコレクションはフリーア美術館に所蔵されている。1889年には朝鮮に伝わる民話を集めた『朝鮮民譚集』を刊行している。同書の中では朝鮮の人文地理と自然環境にも触れ、山河が美しく水が豊かで、金鉱などの地下資源が豊富であると紹介した。国王は絶対君主であり、「王の言葉が法である」と表現したが、高宗については非常に開明的な君主で、国民の福祉に多くの関心を向けていると紹介してる。

## 朝鮮滞在中の日記
朝鮮滞在中の21年間に残した日記（全4部構成）がニューヨーク公共図書館に所蔵されている。
第1部
- 朝鮮派遣が決定した1883年8月から、ソウル到着後、アメリカ駐在朝鮮公使館の代理公使に任命される1886年9月まで

第2部
- アメリカ駐在朝鮮公使館の初代公使朴定陽率いる使節団の参賛官としてワシントンD.C.を訪問した1887年9月から、ワシントンでの公使館開設を終えて代理公使として活動し始めた1888年11月まで

第3部
- ソウル駐在アメリカ公使兼総領事として、ロシアの朝鮮への膨張政策を阻止するために活動していた1897年9月から1898年7月まで

第4部
- 日露戦争勃発を受けて、朝鮮独立維持のためにアメリカが親露政策に転換するよう、アメリカ政府の政策を批判した1903年6月から同年11月まで